# 바리사우
바리사우(벨라루스어: Бары́саў, 러시아어: Бори́сов 보리소프[*], 폴란드어: Borysów 보리소프[*])는 민스크주의 베레지나강 인근에 있는 벨라루스의 도시이다. 대략 145,000명 정도가 거주하며, 민스크에서 북서쪽 74km 거리에 있다.

## 역사
바리사우는 보리스라는 세례명을 지닌 폴라츠크 대공 로그볼로트 프세슬라비치가 보리소프라는 이름으로 도시를 건설하면서 로렌시아 연대기에서 처음 언급되었으며, 도시의 이름은 글자 그대로 보리스'를 뜻한다. 그 후 다음 두 세기 동안에 도시가 불에 전소하여서 본래 있던 곳에서 조금 남쪽에서 재건되었다.
13세기 말에 리투아니아 대공국의 영토가 되었다. 1569년에 일어난 루블린 연합을 계기로 폴란드-리투아니아 연방의 영토가 되었다가, 제2차 폴란드 분할의 결과로 1793년에 러시아 제국의 영토가 되었다.
1796년 1월 22일, 스타니스와프 아우구스트 포니아토프스키가 상단은 민스크의 문장 그리고 하단은 하단은 은색 바탕에 두 개의 양식화된 탑이 있고 이 두 개의 탑 사이 공간 위에 열쇠를 손에 들고 있는 성 베드로의 모습이 있는 바리사우의 문장을 만들었다. 그 당시에 바리사우는 우예스트 도시였다.
1812년에, 바리사우는 나폴레옹 보나파르트의 군대가 베레지나강을 건넜을 때 중요한 장소였다. 프랑스군은 이곳에서 강을 건너는 것처럼 속이고 스투디안카(Studianka)에 두 개의 나무 다리를 건설함으로써 성공적으로 추격하는 군대에서 탈출했다. 이 사건은 바리사우의 축제 기간에 재현되고는 한다. 나폴레옹 시대의 대포가 시립 박물관에서 보관되고 있다.
1871년, 브레스트와 모스크바 사이의 철도가 바리사우 인근에서 지나갔고, 철도역이 철도가 지나는 곳에 세워졌다. 1900년에 철도역 주변 지역이 도시에 합쳐졌다. 1917년 11월에 소비에트 러시아의 영토가 되었지만 독일에게 점령되었고 그 뒤에는 1918년부터 1920년까지 폴란드의 소유로 있다가 벨라루스 소비에트 사회주의 공화국이 설립되었다.
제2차 세계 대전 기간에 바리사우는 1941년 7월 2일부터 1944년 7월 1일까지 나치 독일에게 점령되었으며, 도시의 대부분이 파괴되었다. 33,000명 이상이 도시 주위에 세워진 6개의 처형장에서 살해당했다. 1948년 5월 이래로, 바리사우는 소련 제65군단의 본부로 사용되었다가 2001년에 벨라루스 공군의 북서 작전 사령부가 된 제7탱크군의 본부가 자리잡고 있다. 2000년대에 바리사우의 행정관 및 시장은 바실리 부르군(Vassily Burgun)이었다.

## 산업
제2차 세계 대전 이후에, 바리사우는 주요 산업 중심지가 되었고, 2002년 기준으로 러시아, 독립국가연합 등 국외로 제품을 수출하는 큰 공장 41개가 있다. 철도는 여전히 중요한 수단이지만 현재 기차는 송전선에서 동력으로 운용된다.
바리사우 내 주요 산업으로는 보리소프 모터 트랙터 전기 기계 공장, 보리소프 파워스티어링 공장, 에르칸, 제르진스키 수정 공장, 보리소프 플라스틱 공장, 제140호 수리공장, 제2566호 무선 전자 장비 유지 공장, 레지노테흐니카, 보리소프 도축 공장, 보리소프 폴리미스 고분자 포장 공장, 프레보르 벨라루스-독일 합작 벤처 기업, 시베이니크, 키셴코 공예품 공장, 보리소프 유업, 보리소프 통조림 공장 등이 있다. 산업 종사자는 31,019명에 이른다.
주요 공장들은 다음과 같다:
- BATE (전기 자동차 부품)
- AGU (avto-gidro-usilitel, 러시아어로 파워스티어링)
- 제약 공장 (medpreparatov)
- 터보압축기 공장 (agregatov)
- 성냥 공장 (Borisovdrev)
- 보리마크 (BoriMak, 파스타·스파게티 면 생산 공장)
- 즈드라부시카 (Zdravushka, 유제품 공장)
- 레지노테흐니카 (Rezinotechnika, 고무 공장)
- 육류 가공 공장
- DOC (목제룸 제조사)

## 문화 생활

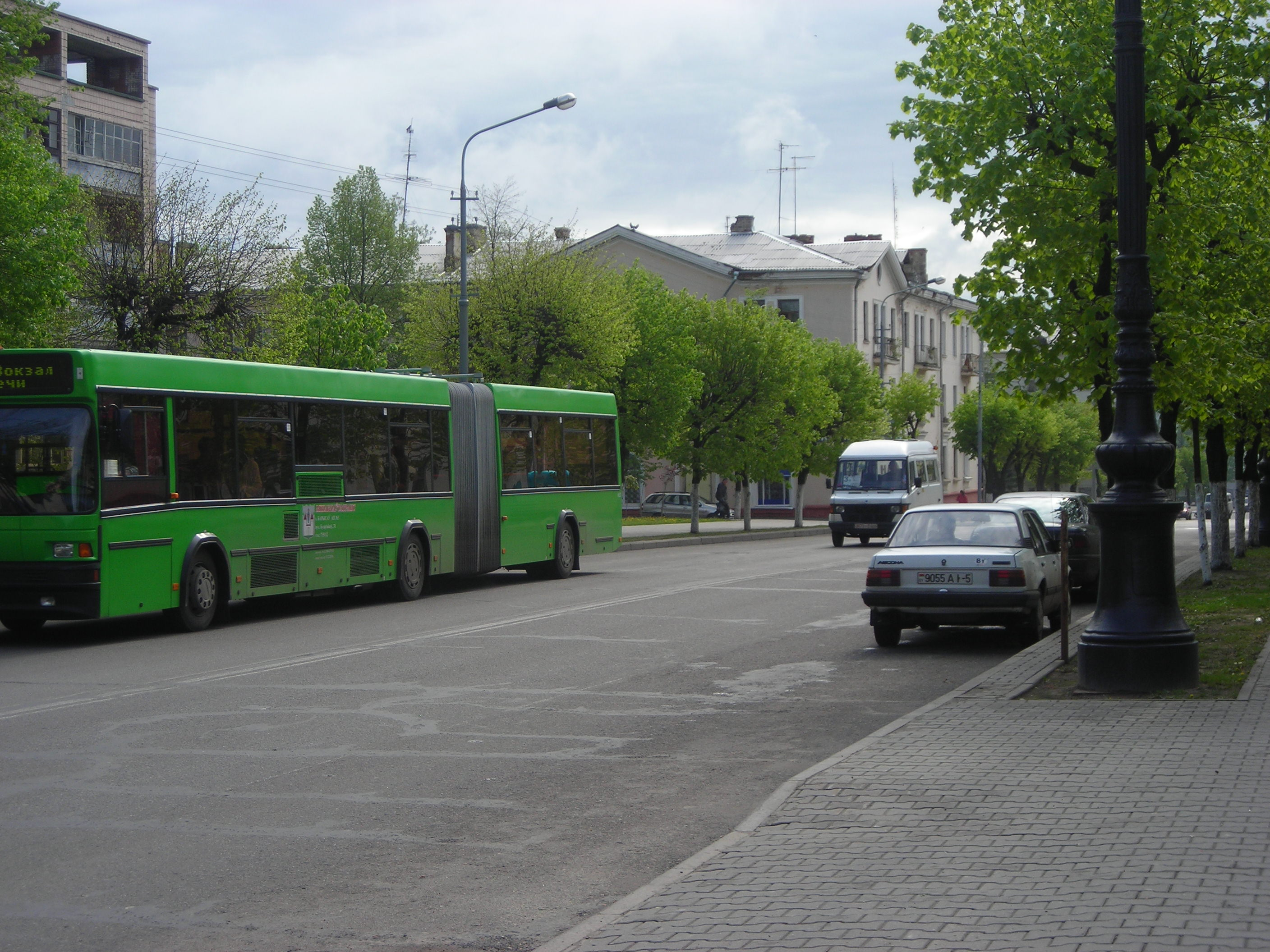
바리사우 혁명 광장

바리사우는 두 개의 다리로 연결된 강을 따라 구 시가지와 신 시가지로 나뉜다. 기차역, 이스폴쿰 (과거 KPSS Gorispolkom), 참모 본부들과 중앙 광장들은 신시가지에 있다. 이곳에서는 대게 그러듯이, 가정들은 대부분 큰 현대식 아파트에 살고 있지만, 도심 변두리에는 일부 단독주택이 있는데, 그 중 일부는 아직 실내 상하수도가 갖춰지지 않은 곳도 있다. 물은 아르투아식 우물에서 나오며, 매우 깨끗하고 몸에 좋다.
바리사우 통합 박물관은 41,500점에 달하는 유물들을 전시하고 있다. 2016년에는 방문객 수가 32,100명에 달했다.

## 행정
- 벨라루스의 알렉산드르 루카셴코 대통령은 2009년 1월 9일에 블라디미르 미라노비치 (Vladimir Miranovich)를 행정관 (이스폴콤)에 임명시켰다.[5]

## 언론사
- 보리솝스키예 노보스티 (Borisovskiye Novosti) 신문사: 두 개 언어로 된 사설 언론사. 시장이 신문의 발포를 막으려 했다는 스캔들과 관련이 있으며, 최근에는 법원에 의해 운영이 정지되었다.[6]
- 아진스트바 (Official “Adzinstva”): 벨라루스어로 된 신문.
- 지역 TV사 "스키프" (Skif)[7]

## 유명 인물
- 아나톨리 안드레예비치 그로미코 (1932–2017) - 소련과 러시아의 과학자 및 외교관.
- 아나톨리 추바이스 (1955-) - 소련과 러시아의 경제학자
- 하임 라스코프 (1919-1982) -제5대 이스라엘군 참모총장
- 안드레이 아람나우 (1988-) - 역도 선수 및 세계 기록 보유자
- 즈미트리 바하 (1990-) - 축구 선수

## 스포츠
주요 운동 시설로는 축구 경기장 2개, 수영장 3개, 사격장 14개, 운동장 8개가 있다.
축구 클럽 바테 보리소프가 이곳을 연고지로 하고 있다. 벨라루스 프리미어리그 우승컵을 15번 들어올렸으며, UEFA컵과 UEFA 챔피언스리그에 참가한 적도 있다. 유명 농구팀 베레지나-RCOR(Berezina-RCOR)도 여기를 연고로 한다. 유럽 여자 농구 선수권 대회(디비전 B)가 바리사우에서 조직됐다.

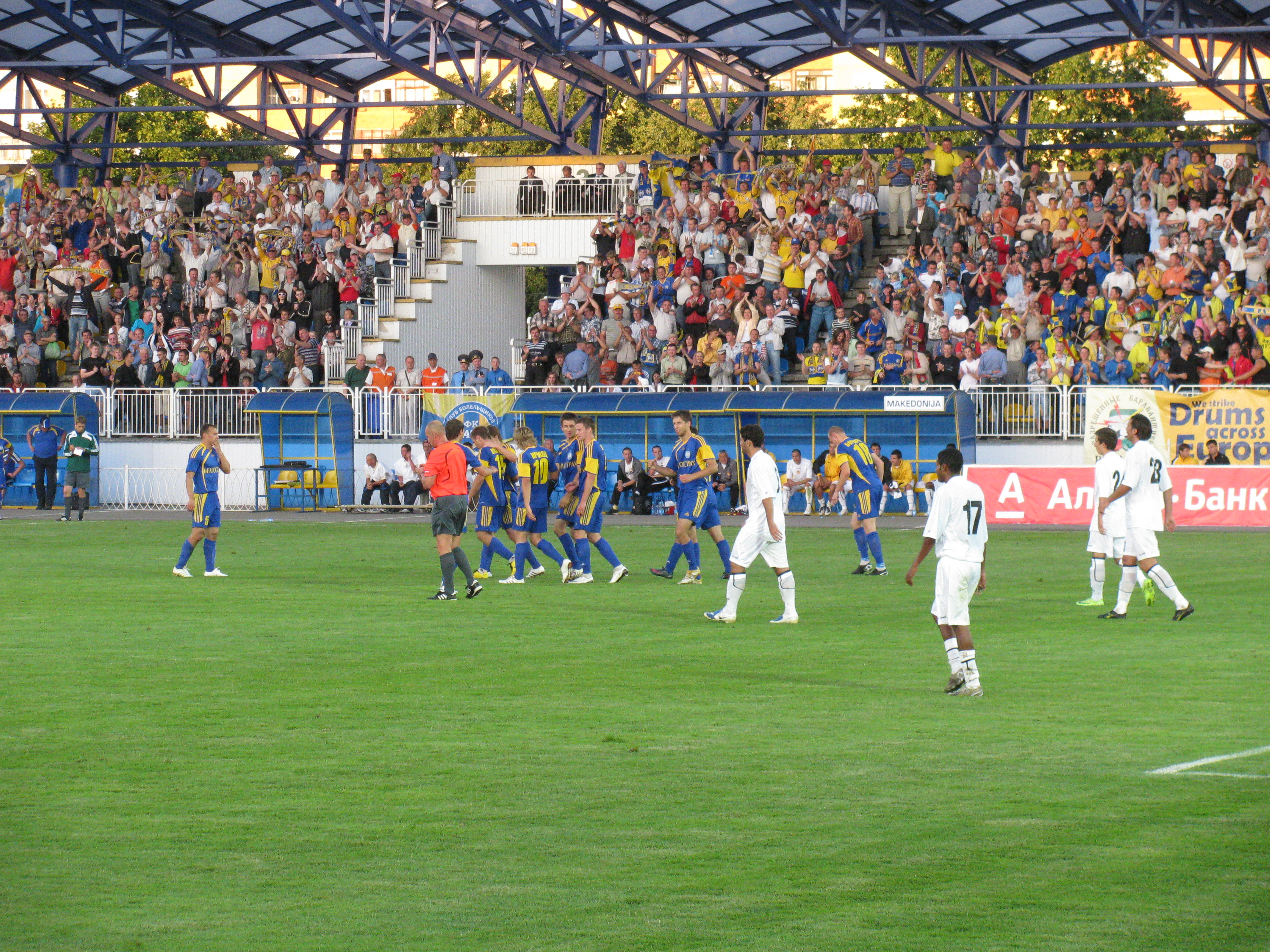
BATE 축구 경기장

## 국제 관계

### 자매 도시
바리사우는 다음의 도시들과 자매 결연을 맺고 있다:
- 아르메니아 카판
- 에스토니아 나르바
- 러시아 포돌스크
- 불가리아 파자르지크
- 러시아 말로야로슬라베츠